# Нассандр
Насса́ндр (фр. Nassandres) — колишній муніципалітет у Франції, у регіоні Нормандія, департамент Ер. Населення — 1367 осіб (2011).
Муніципалітет був розташований на відстані близько 125 км на захід від Парижа, 45 км на південний захід від Руана, 33 км на захід від Евре.

## Історія
До 2015 року муніципалітет перебував у складі регіону Верхня Нормандія. Від 1 січня 2016 року належав до нового об'єднаного регіону Нормандія.
1 січня 2017 року Нассандр, Карсі, Фонтен-ла-Соре i Перр'є-ла-Кампань було об'єднано в новий муніципалітет Нассандр-сюр-Риль.

## Демографія
Динаміка населення (INSEE ):
Розподіл населення за віком та статтю (2006):
| Стать | Всього | До 15 років | 15-24 | 25-44 | 45-64 | 65-85 | Понад 85 |
| --- | ------ | ----------- | ----- | ----- | ----- | ----- | -------- |
| Чоловіки | 664    | 144         | 32    | 200   | 188   | 100   | 0        |
| Жінки | 708    | 112         | 52    | 184   | 192   | 116   | 52       |
| \| Статево-вікова піраміда \| Статево-вікова піраміда \| Статево-вікова піраміда \| \| ----------------------- \| ----------------------- \| ----------------------- \| \| Чоловіки \| Вік \| Жінки \| \| 0 \| 85 + \| 52 \| \| 24 \| 80-84 \| 32 \| \| 16 \| 75-79 \| 28 \| \| 32 \| 70-74 \| 20 \| \| 28 \| 65-69 \| 36 \| \| 36 \| 60-64 \| 40 \| \| 48 \| 55-59 \| 64 \| \| 52 \| 50-54 \| 44 \| \| 52 \| 45-49 \| 44 \| \| 56 \| 40-44 \| 60 \| \| 60 \| 35-39 \| 44 \| \| 44 \| 30-34 \| 60 \| \| 40 \| 25-29 \| 20 \| \| 8 \| 20-24 \| 8 \| \| 24 \| 15-20 \| 44 \| \| 32 \| 10-14 \| 40 \| \| 32 \| 5-9 \| 48 \| \| 80 \| 0-4 \| 24 \| |        |             |       |       |       |       |          |
| Статево-вікова піраміда |        |             |       |       |       |       |          |
| Чоловіки | Вік    | Жінки       |       |       |       |       |          |
| 0 | 85 +   | 52          |       |       |       |       |          |
| 24 | 80-84  | 32          |       |       |       |       |          |
| 16 | 75-79  | 28          |       |       |       |       |          |
| 32 | 70-74  | 20          |       |       |       |       |          |
| 28 | 65-69  | 36          |       |       |       |       |          |
| 36 | 60-64  | 40          |       |       |       |       |          |
| 48 | 55-59  | 64          |       |       |       |       |          |
| 52 | 50-54  | 44          |       |       |       |       |          |
| 52 | 45-49  | 44          |       |       |       |       |          |
| 56 | 40-44  | 60          |       |       |       |       |          |
| 60 | 35-39  | 44          |       |       |       |       |          |
| 44 | 30-34  | 60          |       |       |       |       |          |
| 40 | 25-29  | 20          |       |       |       |       |          |
| 8 | 20-24  | 8           |       |       |       |       |          |
| 24 | 15-20  | 44          |       |       |       |       |          |
| 32 | 10-14  | 40          |       |       |       |       |          |
| 32 | 5-9    | 48          |       |       |       |       |          |
| 80 | 0-4    | 24          |       |       |       |       |          |

## Економіка
2010 року серед 800 осіб працездатного віку (15—64 років) 599 були активними, 201 — неактивною (показник активності 74,9%, у 1999 році було 73,3%). З 599 активних мешканців працювало 511 осіб (277 чоловіків та 234 жінки), безробітними було 88 (47 чоловіків та 41 жінка). Серед 201 неактивної 54 особи були учнями чи студентами, 87 — пенсіонерами, 60 були неактивними з інших причин.

У 2010 році в муніципалітеті числилось 570 оподаткованих домогосподарств, у яких проживали 1354,5 особи, медіана доходів виносила 17 768 євро на одного особоспоживача